# Edward Łęgowski
Edward Łęgowski (ur. 14 stycznia 1947 w Mirowie) – polski lekkoatleta specjalizujący się w biegach długich. Podoficer Wojska Polskiego. Reprezentował barwy warszawskiej Legii.
Reprezentant Polski podczas Mistrzostw Europy w 1969 roku w Atenach (13. miejsce w biegu na 10 km) oraz w Rzymie w 1974 (23. miejsce w biegu na 10 km i 16 w maratonie. Wielokrotny mistrz Polski w biegach długodystansowych.
Ustanawiał rekordy Polski na dystansach 20 km (1:01:25.8, 13 kwietnia 1975), 25 km (1:18:28, 13 kwietnia 1974 oraz 1:17:44, 17 kwietnia 1976), 30 km (1:38:27, 21 marca 1976), a także maratonu (2:16:48.0, 16 czerwca 1974 oraz 2:13:26.0, 15 czerwca 1975). 